# Boulin (maçonnerie)
Pour les articles homonymes, voir Boulin.

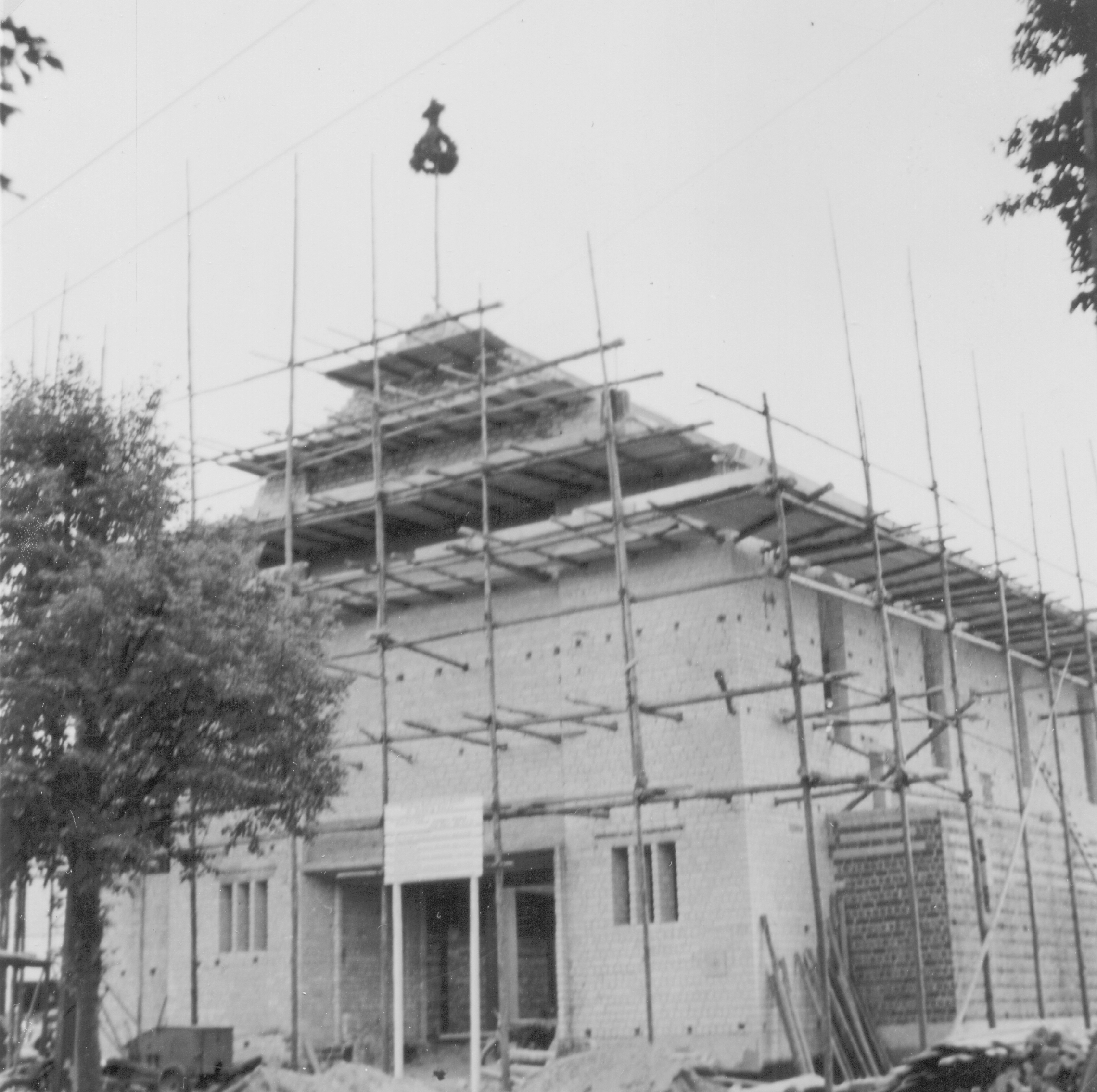
Échafaudages. Les trous de boulins sont bien visibles.

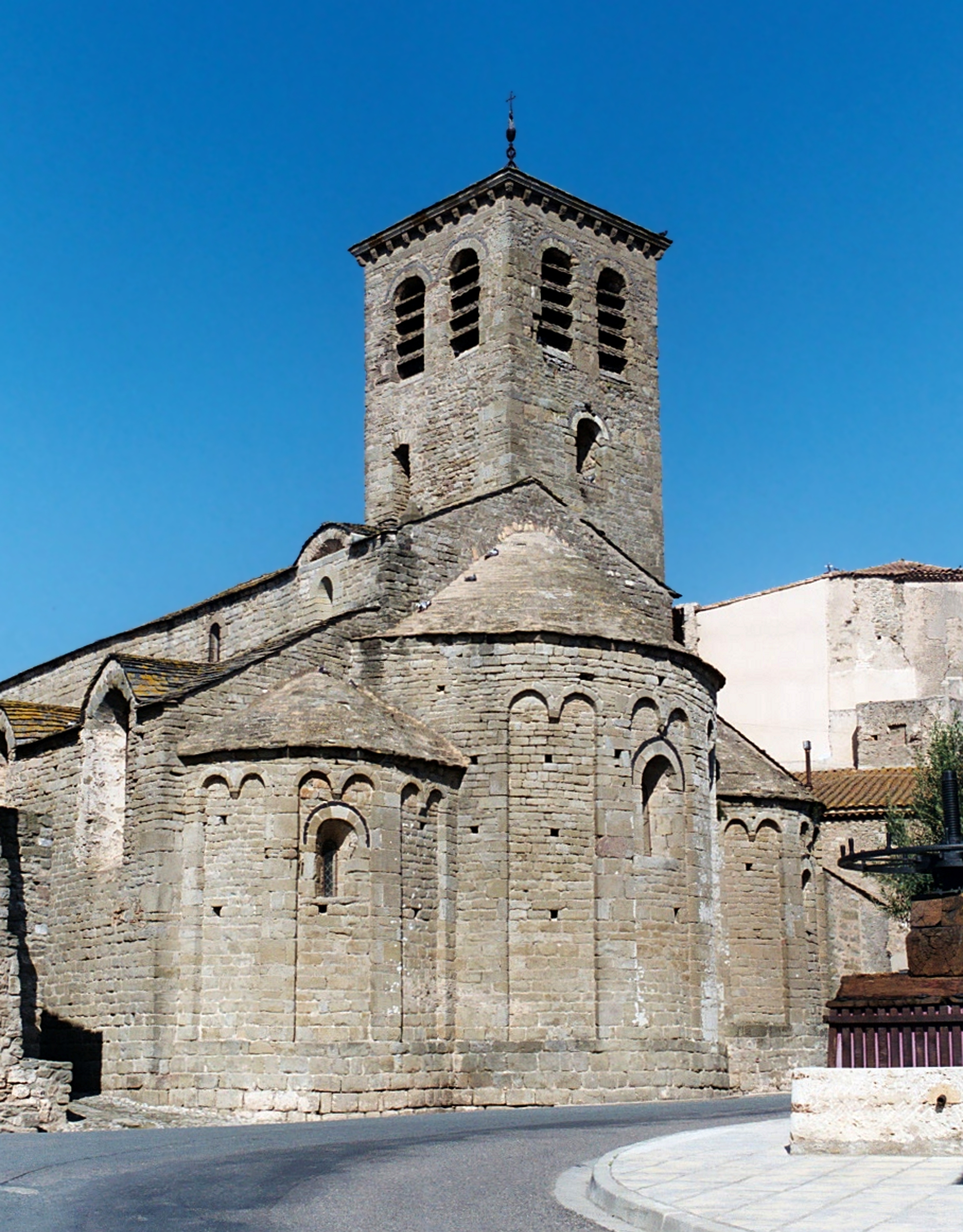
Trous de boulin sur le chevet de l'église Saint-Martin d'Escales.

Un boulin est une pièce d'échafaudage en bois, horizontale, engagée dans la maçonnerie par une ouverture nommée « trou de boulin » (ou « ope »). Le boulin est une traverse qui porte les planchers de l'échafaudage, les platelages,. Par extension, le terme de boulin s’applique à ces trous de boulin qui sont laissés apparents (pas rebouchés) après le retrait de l'échafaud.

## Caractéristiques
Dans l'échafaudage classique, le boulin est une pièce en bascule soulagée à son extrémité opposée par des pièces de bois obliques (les jambettes), ou verticales nommée « échasse » ou « perches ». Dans l’échafaudage mis en place à l’aide d’un système d’équerres (triangulation d’un boulin, d’un potelet, ménagé le long du mur et d’une jambette), le contreventement de ces équerres et assuré par le platelage même.
Les trous de boulin sont présents dans l'architecture depuis la plus haute Antiquité. Borgnes ou traversants, perpendiculaires, de biais ou coudés en baïonnette, ils marquent les points où l'échafaudage était fixé, donnant ainsi des indications sur les techniques utilisées. Dans le moyen et grand appareil dont les blocs ont une hauteur supérieure à la section du boulin, le tailleur de pierre pratique une échancrure carrée ou rectangulaire dans un angle ou la face du bloc. Dans le petit appareil, le maçon décale un bloc dans l'assise ou deux blocs dans deux assises superposées. Dans l'architecture militaire médiévale, ce sont des orifices carrés d'environ 15 cm de côté[réf. souhaitée].
(Note : dans la construction de mur avec des banches, de nombreux trous, les « trous de clef » sont laissés par les « clefs ». Celles-ci sont les pièces de bois posées pendant la construction en travers du mur pour maintenir les banches dans lesquelles va être coffré le matériau du mur. Pour le pisé, ces trous sont fréquemment laissés apparents. Pour le béton, ils sont rebouchés au mortier, mais ils restent très apparents pour le béton de mâchefer brut de décoffrage par différence de teinte [édifices de la première moitié du XXe siècle].)

## En Belgique et dans le nord de la France auXIXesiècle

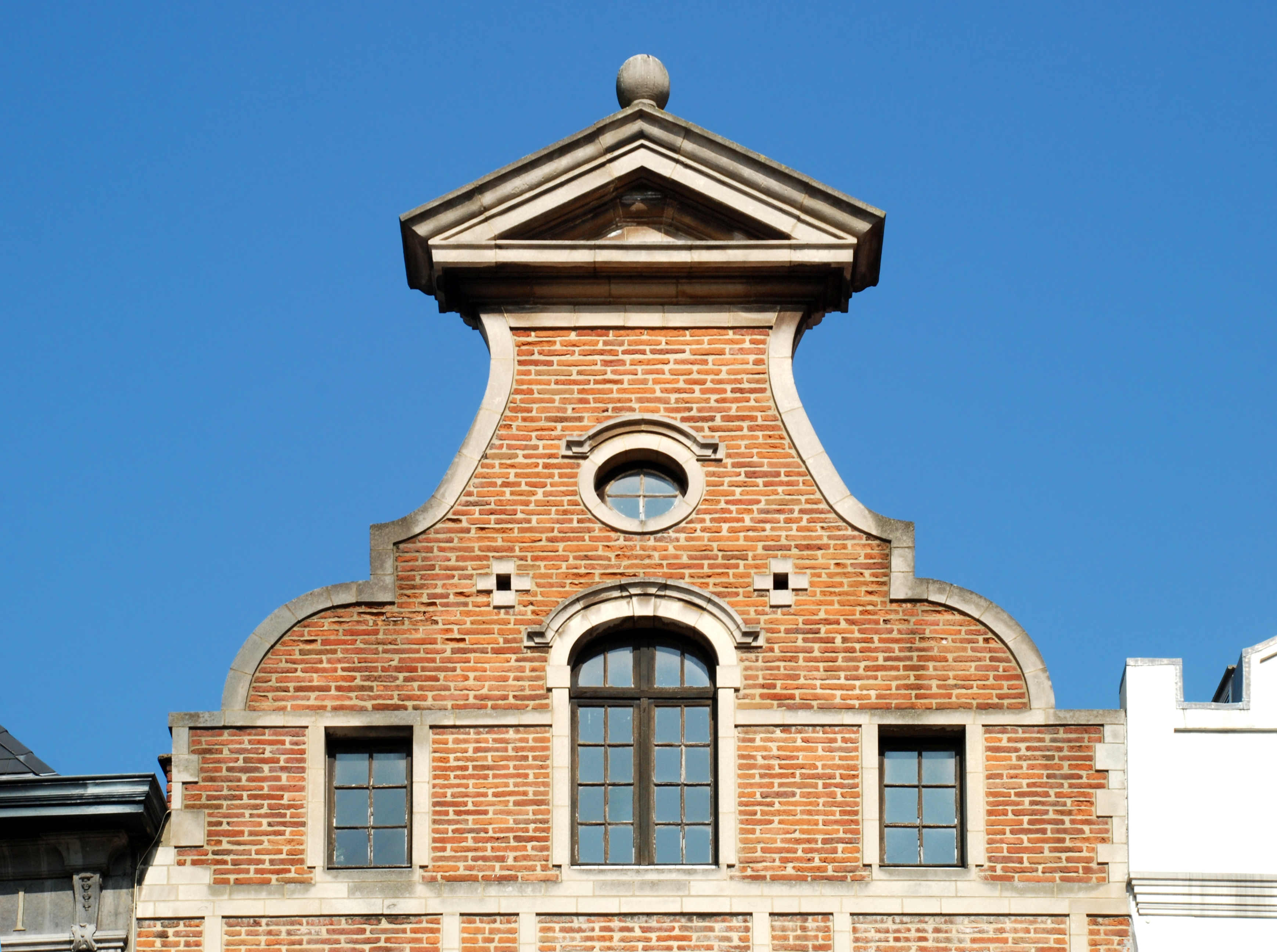
Trous de boulin décoratifs sur le pignon de la maison du Faucon (Bruxelles).

C'est un élément d'architecture très commun au XIXe siècle dans l'architecture civile, notamment en Belgique et dans le nord de la France, où il a été largement exploité comme élément de décoration.
Le boulin est généralement sous le niveau de la corniche dans les immeubles du XIXe siècle.
Le trou de boulin est souvent percé au niveau du plancher du grenier auquel le boulin lui-même peut être fixé par un étrier métallique.
Le trou de boulin est souvent refermé par une pièce d'ornement décorative, appelée « cache-boulin », avec par exemple un motif de tête de lion ou encore d'étoile. Cet ornement peut être fixé sur une pièce de bois courte qui s'enfonce dans la maçonnerie (vers 1830), ou être articulé sur un axe horizontal pour masquer le trou de boulin (vers 1870 et après).
Il était communément utilisé, avant l'avènement des plates-formes hydrauliques et des échelles motorisées, en frappant une poulie pour le déménagement des meubles aux étages des maisons.

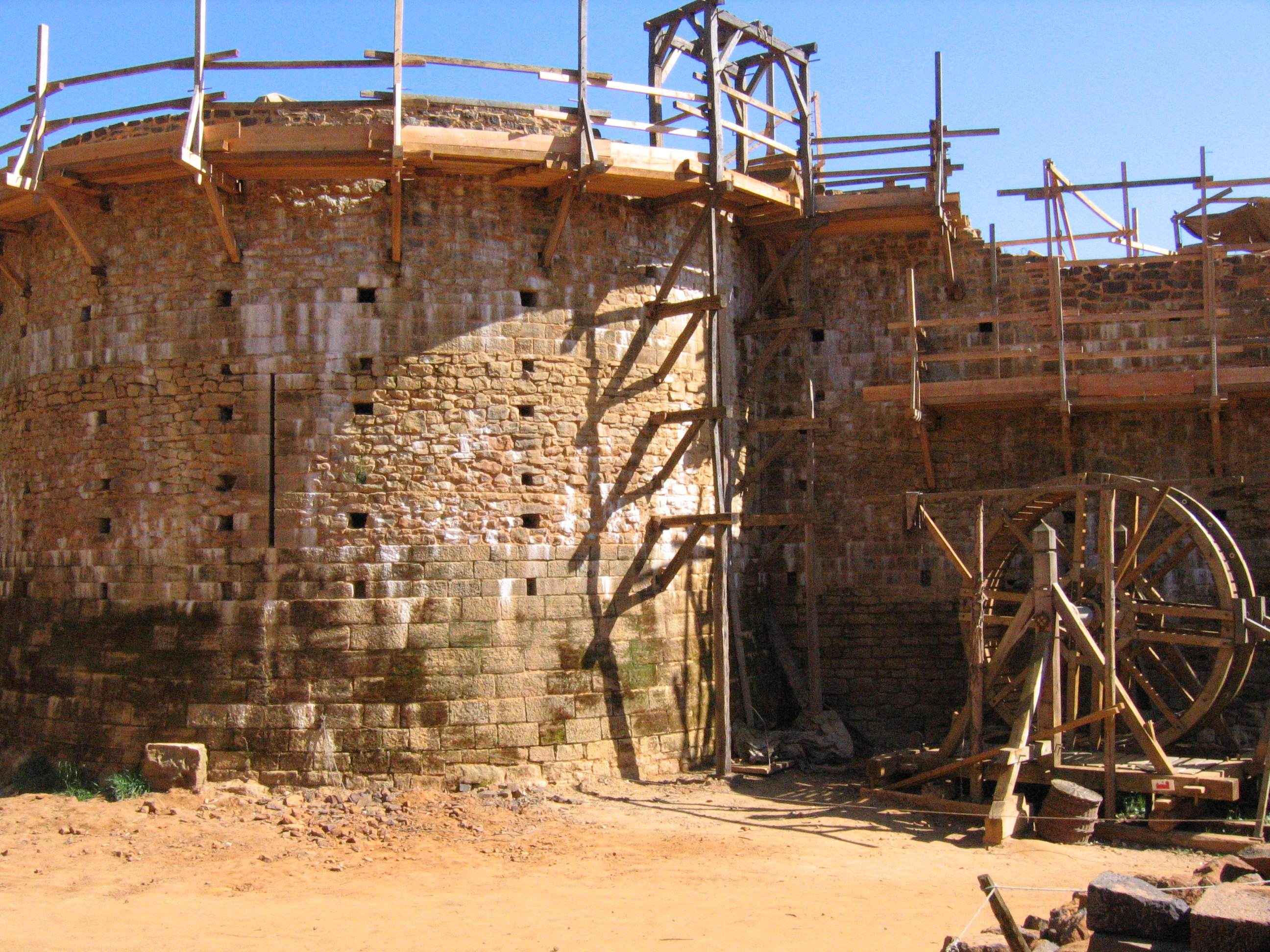
Échafaudage à boulins et jambettes.
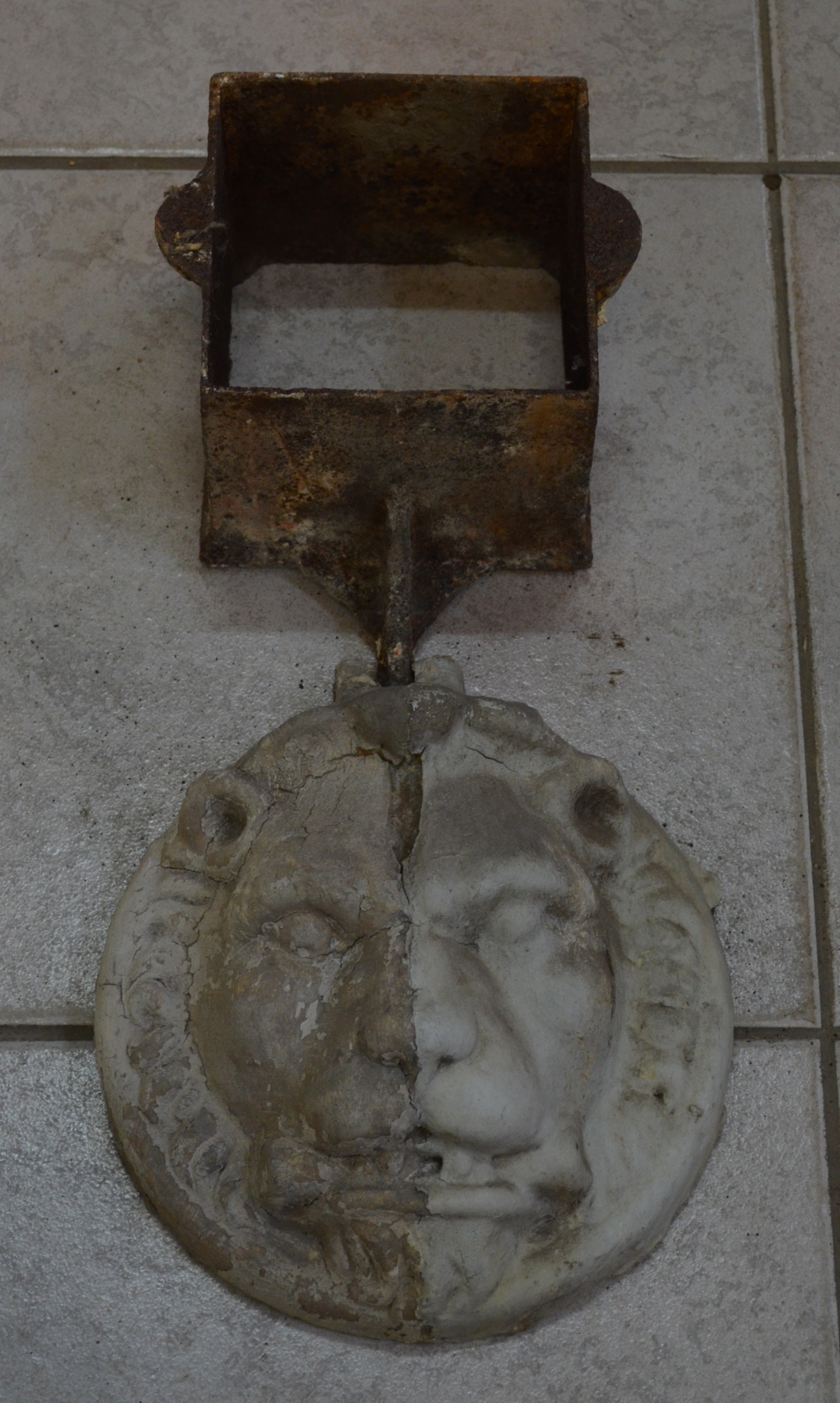
Cache-boulin articulé en fonte. La partie cubique était insérée dans le trou de boulin (Charleroi, seconde moitié du XIXe siècle).
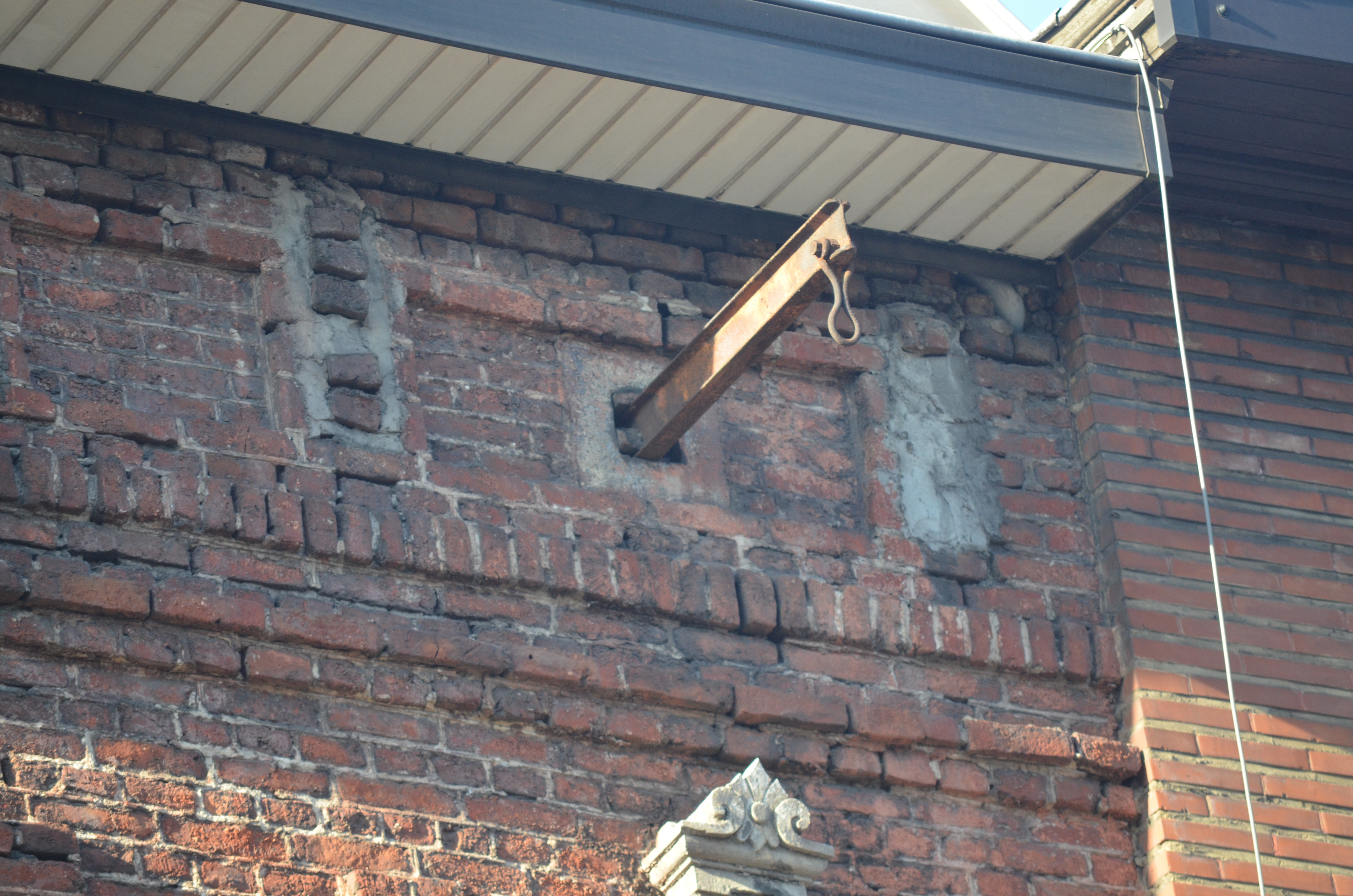
Exemple d'utilisation d'un trou de boulin.
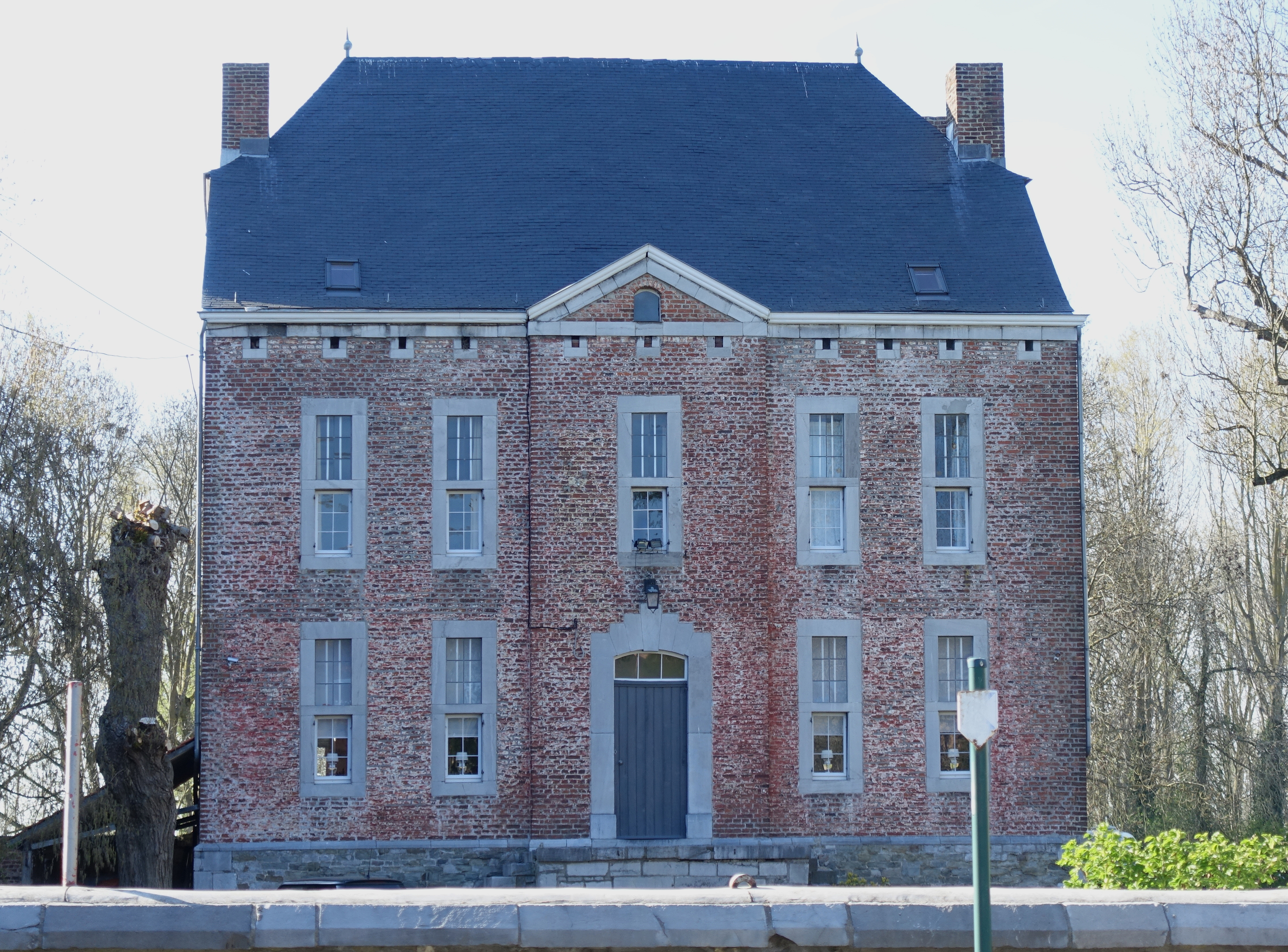
Onze trous de boulin sous la corniche du manoir d'Omal